# Team Doyobi
Team Doyobi est un groupe de musique électronique, composé de Christopher Gladwin et Alexander Peverett. Tous deux sont originaires d’Angleterre.

## Discographie
- Req / Team Doyobi split 12" series (FatCat Records, 1999)
- Lucky Kitchen / Team Doyobi 7" (FatCat Records, 2000)
- Push Chairs For Grown Ups, EP, CD and vinyl (Skam, 2000)
- Cryptoburners, album, CD and vinyl (Skam, 2001)
- Demons To Diamonds, vinyl single (Skam, 2001)
- DF0:BAD, vinyl EP (Skam, 2002)
- Mod Truckin' , vinyl single (Skam, 2003)
- Antiquity, vinyl EP (Skam, 2004)
- Choose Your Own Adventure, album, CD and vinyl (Skam, 2004)
- The Kphanapic Fragments, album, CD (Skam, 2006)
- Wheels Of Anterion, vinyl single (Skam, 2006)